# Astrophysics and Space Science
Astrophysics and Space Science är en pär-granskad vetenskaplig tidskrift för astronomi, astrofysik och relaterade ämnen.
Huvudredaktörer är M.A. Dopita och J.E. Dyson. En av underredaktörerna är Carl-Gunne Fälthammar, professor emeritus i plasmafysik på KTH.
Exempel på artiklar som publicerats i tidskriften är bland andra
- Alfvén, Hannes, Hubble Expansion in a Euclidian Framework, Astrophysics and Space Science, 66 (1979), 23-37.
- Sunyaev, R. A. & Yakov B. Zeldovich, Small-Scale Fluctuations of Relic Radiation, Astrophysics and Space Science 7 (1970) 3.